# Transformers One
Transformers One är en amerikansk animerad science fiction-actionfilm från 2024, baserad på Transformers-leksakerna. Den är en fristående film utan kopplingar till de tidigare filmerna. Filmen är regisserad av Josh Cooley efter ett manus skrivet av Andrew Barrer, Steve Desmond och Gabriel Ferrari.
Filmen hade biopremiär i Sverige den 20 september 2024, utgiven av Paramount Pictures.

## Handling
Filmen utspelar på planeten Cybertron, där robotarna kommer ifrån, och berättar om hur konflikten mellan Autobots och Decepticons började.

## Rollista (i urval)

### Engelska originalröster
Källa: 
- Chris Hemsworth – Orion Pax / Optimus Prime
- Brian Tyree Henry – D-16 / Megatron
- Scarlett Johansson – Elita
- Keegan-Michael Key – Bumblebee
- Jon Hamm – Sentinel Prime
- Laurence Fishburne – Alpha Trion